# Клесгейм, Антон фон
Барон Антон фон Клесгейм (нем. Anton von Klesheim), псевдоним Антон Платцер (нем. Anton Platzer; 9 февраля 1812, Петервардейн, Австрийская империя — 6 июля 1884, Баден, Австро-Венгрия) — австрийский поэт.
Писал на венском диалекте и изображал городские нравы с крестьянской точки зрения; одно время был актёром, славился как чтец своих стихотворений. Многие из его песен, например «Mailüfterl» (1853), были весьма популярны. Напечатал: «Schwarzblattl aus’n Weanawald» (B., 1843—1866); «'s Schwarzblattl auf Wanderschaft» (Гамбург, 1852); «Frau’nkäserl» (Гамбург, 1854); «Von der Wartburg» (Берлин, 1855) и др.